# Iridoidy

Strukturní vzorec iridomyrmecinu

Iridoidy jsou monoterpenoidy obsahující cyklopentanopyranové jádro; vyskytují se u rostlin i živočichů. Vytvářeny jsou z 8-oxogeranialu. V rostlinách se obvykle objevují jako glykosidy, nejčastěji vázané na glukózu.
Obecnou strukturu těchto látek lze popsat na iridomyrmecinu, působícím jako ochranná látka u mravenců rodu Iridomyrmex, podle kterého jsou iridoidy pojmenovány. Strukturně jde o bicyklické cis-kondenzované cyklopentan-pyrany. Štěpením vazeb v cyklopentanovém kruhu vznikají sekoiridoidy, například oleuropein a amarogentin.

## Výskyt

Aukubin
Katalpol

U rostlin slouží iridoidy převážně jako ochrana proti býložravcům nebo mikroorganismům. Motýli druhu zvěšinec bledý získávají iridoidy z potravy jako obranu vůči dravým ptákům.
Iridoidy jsou široce rozšířené u rostlin z čeledí vřesovcovitých, logániovitých, hořcovitých, mořenovitých, sporýšovitých, hluchavkovitých, olivovníkovitých, jitrocelovitých, krtičníkovitých, kozlíkovitých, a vachtovitých.
Iridoidy jsou zkoumány pro své možné biologické účinky.

## Biosyntéza
V rostlinách iridoidová jádra vytváří enzym iridoidsyntáza. Na rozdíl od ostatních monoterpencykláz využívá iridoidsyntáza jako substrát 8-oxogeranial. Reakce probíhá ve dvou krocích, nejprve proběhne redukce pomocí NADPH, po ní následuje cyklizace přostřednictvím Dielsovy-Alderovy reakce nebo vnitromolekulární Michaelovy adice.
Iridoid sekologanin může reagovat s tryptaminem za vzniku indolového alkaloidu striktosidinu, prekurzoru mnoha biologicky aktivních látek, jako jsou strychnin, yohimbin, a elipticin.